# Веселин Ханчев (конкурс)
Националният младежки конкурс за поезия „Веселин Ханчев“ е организиран от Община Стара Загора, библиотека „Родина“ и къща музей „Гео Милев“. Учреден е през 1984 г. Конкурсът е на името на големия поет Веселин Ханчев.
От 1995 г. до 1999 г. и след 2002 г. се връчва статуетката „Златното яйце“, изработена за първи път от скулптора Костадин Ненов.

## Регламент
Участници могат да бъдат всички автори между 14 и 25 години, които нямат издадена стихосбирка. Конкурсните произведения се журират от утвърдени национални литературни творци и критици, както и от млади автори, лауреати на Голямата награда от конкурса през изминали години.
Присъждат се три награди:
- Първа награда – издаване на първа стихосбирка и приз Златното яйце
- Втора награда – парична премия
- Трета награда – парична премия

## Лауреати през годините
Информацията в таблицата подлежи на допълване.
| №  | Година                                                           | Жури                                                            | Лауреати |
| -- | ---------------------------------------------------------------- | --------------------------------------------------------------- | --- |
| 1  | 1984 (Първи окръжен младежки конкурс за поезия „Веселин Ханчев“) | - Таньо Клисуров - Стоян Стаев - Георги Янев                    | - Носител на голямата награда – Стефка Димова - Първа награда: - Маргарита Илиева - Венета Вълева - Тильо Тилев |
| 2  | 1985                                                             | - Михаил Берберов - Петър Тонков - Марин Георгиев               | - Голяма награда – не се присъжда - Първа награда: - Камелия Кондова - Златина Андреева - Доротея Дойчинова - Ангел Дюлгеров |
| 3  | 1986                                                             | - Найден Вълчев - Петър Тонков - Таньо Клисуров                 | - Носител на голямата награда – Лъчезар Лазаров - Голямата награда се присъжда и на творчески колектив – Клуб „Поезия“ с худ. ръководител Стойчо Стойчев - Първа награда: - Камелия Кондова - Кольо Александров |
| 4  | 1987                                                             | - Рашко Стойков - Петър Тонков - Марин Георгиев                 | - Носител на голямата награда – Цанко Лалев - Първа награда: - Лили Трендова - Любомир Русанов - Кольо Александров |
| 5  | 1988                                                             | - Борислав Геронтиев - Жеко Христов - Петър Тонков              | - Носител на голямата награда – Николай Дойнов - Първа награда – Пламен Дойнов |
| 6  | 1989                                                             | - Екатерина Йосифова - Добромир Тонев - Петър Тонков            | - Първа награда – Красимира Зафирова (първа издадена стихосбирка „За Карлсон и другите“) |
| 7  | 1990                                                             | - Константин Павлов - Георги Борисов - Румен Леонидов           | - Голяма награда – не се присъжда |
| 8  | 1991                                                             | - Иван Цанев - Минко Бенчев - Паруш Парушев                     | - Носител на голямата награда – Антоанета Богоева |
| 9  | 1992                                                             | - Иван Цанев - Минко Бенчев - Владимир Попов - Атанас Сугарев   | - Първа награда – Елин Рахнев (стихосбирка „Съществувам“, ред. Минко Бенчев) |
| 10 | 1993                                                             | - Минко Бенчев - Калин Донков - Екатерина Йосифова              | - Първа награда – Крум Филипов (стихосбирка „3,14“, ред. Калин Донков) |
| 11 | 1994                                                             | - Минко Бенчев - Екатерина Йосифова - Калин Донков              | - Първа награда – Мария Донева (стихосбирка „Сбогом на читателя“, ред. Екатерина Йосифова) |
| 12 | 1995                                                             | - Иван Теофилов - Бойко Ламбовски - Ирен Иванчева               | - Първа награда и Златното яйце – Иво Рафаилов (стихосбирка „По пътя на покоя“, ред. Иван Теофилов) |
| 13 | 1996                                                             | - Иван Теофилов - Ирен Иванчева - Бойко Ламбовски               | - Първа награда (издаване на първа стихосбирка) получават трима поети: - Десислава Неделчева, (стихосбирка „Прози в края на века“, ред. Бойко Ламбовски), - Владислав Тинчев (стихосбирка „Сезоните на моята действителност“, ред. Иван Теофилов), - Стоил Рошкев (стихосбирка „Ток“, ред. Бойко Ламбовски). - Статуетката Златното яйце е предоставена на Десислава Неделчева. |
| 14 | 1997                                                             | - Йордан Каменов - Жеко Христов - Рашко Стойков                 | - Първа награда и Златното яйце – Николай Атанасов |
| 15 | 1998                                                             | - Константин Павлов - Екатерина Йосифова - Иван Цанев           | - Първа награда и Златното яйце – Диян Ангелов (стихосбирка „Подкожен живот“, ред. Екатерина Йосифова) |
| 16 | 1999                                                             | - Георги Господинов - Силвия Чолева - Елин Рахнев               | - Първа награда и Златното яйце – Оля Стоянова (стихосбирка „Фотографии“, ред. Георги Господинов) |
| 17 | 2000                                                             | - Ани Илков - Бойко Пенчев - Георги Господинов                  | - Първа награда – Иван Симеонов (стихосбирка „Неприлична калиграфия“, ред. Бойко Пенчев) |
| 18 | 2001                                                             | - Бойко Ламбовски - Георги Янев - Стоил Рошкев                  | - Първа награда – Дана Белева (стихосбирка „Пеньоари и ладии“, ред. Елин Рахнев) |
| 19 | 2002                                                             | - Минко Бенчев - Елин Рахнев - Георги Янев                      | - Първа награда – Яница Радева (стихосбирка „Друг ритъм“, ред. Минко Бенчев) |
| 20 | 2003                                                             | - Бойко Ламбовски - Георги Господинов - Кристин Димитрова       | - Първа награда и Златното яйце – Мария Калинова (стихосбирка „Окото“, ред. Бойко Ламбовски) |
| 21 | 2004                                                             | - Георги Господинов - Бойко Ламбовски - Мая Дългъчева           | - Първа награда и Златното яйце – Мартин Златев (стихосбирка „Скоба“, ред. Бойко Ламбовски) |
| 22 | 2005                                                             | - Бойко Ламбовски - Кристин Димитрова - Дана Белева             | - Първа награда и Златното яйце – Мария Македонска (стихосбирка „Треморио“, ред. Бойко Ламбовски) - Втора награда – Зорница Димитрова - Трета награда – Ванина Иванова |
| 23 | 2006                                                             | - Бойко Ламбовски - Георги Господинов - Мая Дългъчева           | - Първа награда и Златното яйце – Камелия Спасова (стихосбирка „Парцел № 17“, ред. Георги Господинов) |
| 24 | 2007                                                             | - Георги Господинов - Петър Чухов - Мария Калинова              | - Първа награда и Златното яйце – Емил Христов (стихосбирка „Аквариум“, ред. Петър Чухов) |
| 25 | 2008                                                             | - Бойко Ламбовски – председател - Петър Чухов - Камелия Спасова | - Първа награда и Златното яйце – Катерина Васева (Пловдив) (стихосбирка „Хало“, ред. Петър Чухов) - Втора награда - Ясен Василев (София) - Мария Василева (Казанлък) - Трета награда – Невена Борисова (София) |
| 26 | 2009                                                             | - Петър Чухов – председател - Стоил Рошкев - Яница Радева       | - Първа награда и Златното яйце – Иван Ланджев (стихосбирка „По вина на Боби Фишер“, ред. Петър Чухов) - Втора награда – Никола Петров (София) - Трета награда - Андриан Захариев (Русе) - Цветелина Манова (Варна) |
| 27 | 2010                                                             | - Мария Калинова - Камелия Спасова - Иван Христов               | - Първа награда и Златното яйце – Калин Петров (Сливен) - Втора награда: - Петър Денчев (София) - Цветелина Манова (Варна) - Трета награда: - Никола Петров (София) - Андриана Светлинова (София) |
| 28 | 2011                                                             | - Мария Калинова - Йорданка Белева - Иван Ланджев               | - Първа награда и Златното яйце – Никола Петров (стихосбирка „Въжеиграч“, ред. Мария Калинова) - Втора награда - Димитър Манолов - Надежда Московска - Трета награда – Димитър Ганев |
| 29 | 2012                                                             | - Камелия Спасова – председател - Иван Христов - Яница Радева   | - Първа награда и Златното яйце – Сабина Кърлева (стихосбирка „Военната фотография", ред. Яница Радева) - Втора награда - Андрияна Спасова - Димитър Манолов - Трета награда - Димитър Ганев - Димитър Калчев |
| 30 | 2013                                                             | - Георги Господинов - Силвия Чолева - Яница Радева              | - Първа награда и Златното яйце – Стойчо Младенов (Троян) |
| 31 | 2014                                                             | - Георги Господинов - Силвия Чолева - Иван Ланджев              | - Първа награда и Златното яйце – Боряна Нейкова |
| 32 | 2015                                                             | - Петър Чухов - Яница Радева - Иван Ланджев                     | - Първа награда и Златното яйце – Богомил Господинов |
| 33 | 2016                                                             | - Марин Бодаков - Йорданка Белева - Иван Ланджев                | - Първа награда и Златното яйце – не се присъжда - Втора награда – Стамена Дацева и Теодора Лалова |